# Rudi Rohlmann
Rudi Rohlmann (* 15. Mai 1928 in Rheine; † 3. Januar 2004 in Frankfurt am Main) war ein deutscher Politiker (SPD) und Abgeordneter des Hessischen Landtags.

## Ausbildung und Beruf
Rudi Rohlmann besuchte nach Handelsschule und Verwaltungslehre die Akademie der Arbeit in der Universität Frankfurt am Main und wurde 1950 Mitarbeiter (1958 stellv., 1964 bis 1967 Institutsleiter) und ab 1966 Geschäftsführer des Fernlehrinstituts des Deutschen Gewerkschaftsbundes „Die Briefschule“ in Frankfurt am Main.
Nach der Prüfung für die Zulassung zum Hochschulstudium ohne Reifezeugnis studierte er von 1961 bis 1966 Wirtschaftswissenschaften an den Universitäten in Mainz und Frankfurt am Main. 1966 schloss er das Studium als Diplom-Handelslehrer ab. Im Jahr 1987 wurde er mit dem Thema Strukturanalyse der wirtschaftlichen Bedingungen des Bereichs der allgemeinen Weiterbildung zum Dr. phil. an der Universität Frankfurt am Main promoviert.
Ab dem Jahr 1968 war er 13 Jahre lang Vorsitzender des Hessischen Landesverbandes für Erwachsenenbildung bzw. ab 1971 des Hessischen Volkshochschulverbandes. In den Jahren 1969–1985 und 1987–1993 gehörte er auch dem Vorstand des Deutschen Volkshochschulverbandes an, dessen Geschäftsführender Vorsitzender er von 1979 bis 1985 war.
Von 1971 bis 1998 nahm Rudi Rohlmann Lehraufträge an der Verwaltungsfachhochschule Wiesbaden und anderen Hochschulen wahr.

## Politik
Rudi Rohlmann war vom 1. Dezember 1958 bis zum 30. November 1962 sowie vom 15. September 1965 bis zum 30. November 1982 Mitglied des Hessischen Landtags. Von 1967 bis 1971 war er stellvertretender Vorsitzender der SPD-Fraktion.
1959 und 1969 war er Mitglied der Bundesversammlung.

## Spuren in der Weiterbildungslandschaft
„Wenn man die Lebensspanne Rohlmanns und Korns (Rohlmanns  [bildungs-]politischem Gegner im Hessischen Landtag) vom mittleren Erwachsenenalter bis zum Tod in den Blick nimmt, so erlangt man die – zunächst trivial wirkende – Einsicht, dass die Akteure in unterschiedlicher Weise einen nachhaltigen Einfluss auf die Bildungspolitik des Landes ausgeübt, gleichsam tiefe bildungspolitische Spuren in der Weiterbildungslandschaft hinterlassen und in ihrer berufsbiographischen Generativität über die Gegenwart hinaus sogar Wegmarken für eine erstrebenswerte Weiterbildungspolitik der Zukunft gesetzt haben.“ Dieses Urteil geben zwei sozial- und erziehungswissenschaftlichen Biographieforscher über die beiden Landtagsabgeordneten Korn (CDU) und Rohlmann (SPD), zwei zentrale Führungspersönlichkeiten der Erwachsenenbildung, ab. Sie wollten mit ihrer Studie die Wechselwirkungen zwischen der Person und den gesellschaftlichen Strukturen transparenter machen, um festzustellen wie einzelne Biographieträger Teile der bildungspolitischen Realität veränderten und wie sie an der Schaffung, aber auch der Abschaffung institutioneller Strukturen mitgewirkt haben.

## Sonstige Ämter
Rudi Rohlmann war von 1970 bis 1980 Vorsitzender des Rundfunkrates des Hessischen Rundfunks.

## Ehrungen
Rudi Rohlmann erhielt 1973 das Verdienstkreuz am Bande, 1978 das Verdienstkreuz 1. Klasse und 1982 das Große Verdienstkreuz der Bundesrepublik Deutschland. Der Hessische Volkshochschulverband ernannte ihn zum Ehrenvorsitzenden.